# Nicolás Guerra
Nicolás Bastián Guerra Ruz, noto semplicemente come Nicolás Guerra (Santiago del Cile, 1º settembre 1999), è un calciatore cileno, attaccante dell'Universidad de Chile.

## Caratteristiche tecniche
È un trequartista.

## Carriera

### Club
Cresciuto nelle giovanili dell'Universidad de Chile, ha esordito in prima squadra il 16 luglio 2017 disputando l'incontro di Copa Chile vinto 2-0 contro la Ñublense.

### Nazionale
Ha giocato nelle nazionali giovanili cilene Under-20 ed Under-23. Fa il suo esordio con la nazionale maggiore l'8 febbraio 2025 nell'amichevole contro Panama vinta 6-1, segnando una tripletta.

## Statistiche

### Cronologia presenze e reti in nazionale
| Cronologia completa delle presenze e delle reti in nazionale ― Cile | Cronologia completa delle presenze e delle reti in nazionale ― Cile | Cronologia completa delle presenze e delle reti in nazionale ― Cile | Cronologia completa delle presenze e delle reti in nazionale ― Cile | Cronologia completa delle presenze e delle reti in nazionale ― Cile | Cronologia completa delle presenze e delle reti in nazionale ― Cile | Cronologia completa delle presenze e delle reti in nazionale ― Cile | Cronologia completa delle presenze e delle reti in nazionale ― Cile |
| Data                                                                | Città                                                               | In casa                                                             | Risultato                                                           | Ospiti                                                              | Competizione                                                        | Reti                                                                | Note                                                                |
| ------------------------------------------------------------------- | ------------------------------------------------------------------- | ------------------------------------------------------------------- | ------------------------------------------------------------------- | ------------------------------------------------------------------- | ------------------------------------------------------------------- | ------------------------------------------------------------------- | ------------------------------------------------------------------- |
| 8-2-2025                                                            | Santiago del Cile                                                   | Cile                                                                | 6 – 1                                                               | Panama                                                              | Amichevole                                                          | 3                                                                   | 67’                                                                 |
| Totale                                                              |                                                                     | Presenze                                                            | 1                                                                   |                                                                     | Reti                                                                | 3                                                                   |                                                                     |

## Palmarès

### Club

#### Competizioni nazionali
- Campionato cileno: 1

Universidad de Chile: Clausura 2017
- Copa Chile: 1

Universidad de Chile: 2024